# Louis Philipon de La Madelaine
Louis Philipon de La Madelaine (o Philippon de la Madeleine) (Lyon; 9 de octubre de 1734-París; 19 de abril de 1818) fue un jesuita, escritor, chansonnier, filólogo y goguettier francés.

## Primeros años
Philipon de La Madeleine fue primero miembro de la Compañía de Jesús.
Después de su supresión, se convirtió en abogado en el Parlamento de Besançon.
En 1771, fue nombrado abogado del rey en la oficina de finanzas de la generalidad de Besançon, una institución creada por el canciller Maupeou; todavía ejercía esta función en 1784.
En 1786 reemplazó al abogado Élie de Beaumont (1732-1786) como intendant des finances du comte d'Artois.

## Un escritor prolífico y miembro de dos academias provinciales
Es miembro de la Académie des Sciences, Belles-Lettres et Arts de Besançon, donde tiene una actividad importante: el 29 de diciembre de 1783, por ejemplo, dio un discurso sobre aerostatos. Es el autor de la inscripción en la estatua de Luis XVI erigida en Dole e inaugurado el 14 de diciembre de 1783 ("A LOUIS XVI, aged 26").
En 1783, se convirtió en miembro asociado de la Académie des sciences, belles-lettres et arts de Lyon.Académie de Lyon]].
Es sucesivamente miembro de dos famosas goguette: Les diners du Vaudeville y la Bóveda moderna.
Es autor de chansons, vodeviles, obras pedagógicas, diccionarios y escritos políticos.

## Ideas sobre la educación
En Vues patriotiques Philipon presentaba un plan educativo para que los pobres se conformasen con su estado y  se resignaran a sus penalidades, "edulcorando su vida con la miel de la religión". Añadía que no sabía de arma más peligrosa que el conocimiento en poder del pueblo, al que, para que no rompiera sus cadenas, sus superiores «ne sauroient les couvrir trop de fleurs».

## Obras
- (anonyme) Modèles de lettres sur différents sujets, Bouillon, Brasseur, 1761 (dédié à M. le comte de ***). Ouvrage numérisé.
- (anonyme) L'Art de traduire le latin en français, réduit en principes, à l'usage des jeunes gens qui étudient cette langue, par un ancien professeur d'éloquence, Lyon, Mauteville, 1762. Ouvrage numérisé.
- (anonyme) Discours sur la nécessité et les moyens de supprimer les peines capitales, Lu dans la séance publique tenue dans  l'Académie des Sciences, Belles-Lettres et Arts de B.***  le 15 Décembre 1770, sl sd. Ouvrage numérisé
- (anonyme) Des Moyens d'indemniser l'innocence injustement accusée et punie. Ouvrage couronné à ***** le 25 août 1781, sl nd. Ouvrage numérisé sur gallica. [ce discours, écrit pour le concours donné par l'académie de Châlons-sur-Marne, est primé exaequo avec celui de Brissot]
- Vues patriotiques sur l'éducation du peuple, tant des villes que de la campagne, avec beaucoup de notes intéressantes, Lyon, Bruyset-Ponthus, 1783. Ouvrage numérisé sur gallica.
- De l'Éducation des collèges, par l'auteur de l'Éducation du peuple, Londres et Paris, Moutard, 1784.
- Le Guide du promeneur aux Tuileries, ou Description du palais et du jardin national des Tuileries, en l'an VI de la République française,... (autre édition, Paris, Favre, 1801).
- Choix de remarques sur la langue française, extraites des meilleurs ouvrages en ce genre, Paris, Favre, an X (1802).
- Dictionnaire portatif des poètes français morts depuis 1050 jusqu'à 1804, précédé d'une histoire abrégée de la poésie française, Paris, Capelle et Renand, 1805. Ouvrage numérisé.
- Des Homonymes français ou mots qui dans notre langue se ressemblent par le son et diffèrent par le sens, (3e édition, Paris, Capelle et Renand, 1806, numérisée sur gallica).
- Manuel, ou Nouveau guide du promeneur aux Tuileries, contenant la description de ce palais et celles de toutes les statues qui embellissent le jardin, Paris, Delaunay, 1806.
- Dictionnaire des rimes, précédé d'un nouveau traité de la versification française, et suivi d'un essai sur la langue poétique, Paris, Capelle et Renand, 1806. Ouvrage numérisé.
- Grammaire des gens du monde, ou la Langue française enseignée par l'usage par L. Philipon-de-La-Madelaine, de l'Académie de Lyon, Paris, Capelle et Renand, 1807. Ouvrage numérisé.
- Manuel épistolaire à l'usage de la jeunesse, ou Instructions générales et particulières sur les divers genres de correspondance, suivies d'exemples puisés dans nos meilleurs écrivains par L. Philipon-de-La-Madelaine, de l'Académie de Lyon, (3e édition, Paris, Capelle et Renand, 1807). Ouvrage numérisé.
- Dictionnaire portatif de la langue française, abrégé du Dictionnaire de l'Académie françoise, Paris 1818. 2 Volumes.
- Dictionnaire de la langue françoise, abrégé du Dictionnaire de l'Académie, (4e édition, revue corrigée et augmentée d'environ deux mille mots usuels et de vocabulaires orthographiques : 1. de géographie ; 2. de mythologie ; 3. des noms des personnages célèbres cités dans l'histoire, Paris, J.-A. Boiste fils aîné, 1823, ouvrage numérisé sur gallica).

### Teatro
- Agricol Viala, ou le Jeune héros de la Durance, fait historique et patriotique, acte en prose mêlé de chant, (Paris, théâtre des Amis de la Patrie, 3 messidor an II). Paroles du citoyen Philipon, musique du citoyen L. Jadin
- Carlin débutant à Bergame, comédie en 1 acte et en prose, mêlée de vaudevilles, avec Chrétien-Siméon Le Prévost d'Iray, (Paris, Vaudeville, 26 thermidor an X)
- Chaulieu à Fontenay, comédie en 1 acte, en prose, mêlée de vaudevilles, par les cc. Philipon-La Madelaine et Ségur jeune, (Paris, Vaudeville, 14 fructidor an VII)
- Gentil Bernard, comédie en 1 acte, en prose, mêlée de vaudevilles, par les citoyens Le Prévôt [″sic″] d'Iray et Philipon La Madelaine, (Paris, Vaudeville, 1er nivôse an IX)
- La Bonne sœur, comédie lyrique, en 1 acte et en prose, mêlée de chants, par Petit aîné et Philipon de La Madelaine, musique de Bruni, (Paris, Théâtre de la rue Feydeau, 2 pluviôse an IX)
- Le Dédit mal gardé, divertissement patriotique en 1 acte, en prose et en vaudevilles, par les cc. Léger et Philipon,, (Paris, Vaudeville, 4 messidor an II)
- Le Terme du voyage, opéra-comique en 1 acte, en prose, mêlé d'arriettes, par Philippon de La Madelaine et Petit aîné, musique d'Alexandre Piccinni, (Paris, Variétés, 9 prairial an IX)
- Les Troubadours, comédie en 1 acte, en prose, mêlée de vaudevilles, avec les airs notés, avec Le Prévost d'Iray, (Paris, Vaudeville, )
- Maître Adam, menuisier de Nevers, comédie en 1 acte, en prose, mêlée de vaudevilles, avec Le Prévost d'Iray, (Paris, Vaudeville, 29 prairial an III)

### Chansons
- Choix des chansons de M. Philippon de La Madelaine, des académies de Besançon et de Lyon (3e édition, Paris, Richomme, 1810).
- Choix des chansons de M. Ph. de La Madelaine
- L'Élève d'Épicure, ou Choix des chansons de L. Philipon La Madelaine. Précédé d'une notice sur Épicure et sur le Caveau, et suivi de quelques contes en vers